# 小行星15897
小行星15897（15897 Beňačková）是一颗绕太阳运转的小行星，为主小行星带小行星。该小行星于1997年8月10日发现。

## 轨道参数
小行星15897的轨道半长轴为2.1459266 UA，离心率为0.095。